# Bernac (Tarn)
Bernac é uma comuna francesa na região administrativa de Occitânia, no departamento de Tarn. Estende-se por uma área de 5,54 km². Em 2010 a comuna tinha 190 habitantes (densidade: 34,3 hab./km²).